# Littérature préislamique
La littérature préislamique désigne l'ensemble de la production littéraire en langue arabe dans l'Arabie jusqu'à l'avènement de l'islam en 622. Si la période préislamique fut d'abord pour les théologiens, sous le terme de Jâhiliyya, la "période de l'ignorance" précédant la révélation de l'islam, les érudits commencèrent à l'identifier, dès la fin du VIIe siècle, à un âge d'or de la langue arabe, berceau de sa forme la plus pure et originelle.
Toutes les œuvres de cette période nous sont parvenues par l'intermédiaire d'érudits et de poètes qui collectèrent à partir du VIIIe siècle des traditions, des récits et des vers transmis principalement oralement. Il est avéré que plusieurs de ces collecteurs, le plus célèbre étant Hammâd le Transmetteur, inventèrent, « améliorèrent » ou « corrigèrent » des vers et des akhbâr. En conséquence, une partie de cette littérature est considérée comme apocryphe, même s'il est souvent impossible aujourd'hui de démêler les œuvres authentiques des fausses.
Dans toute la littérature préislamique qui nous est parvenue, le genre le mieux représenté et le plus emblématique est, de très loin, la poésie, avec pour modèle la qasida monomètre et monorime, et pour fleurons les Mu'allaqât. Néanmoins la prose ne fut pas en reste, avec différents genres qui nous ramènent à une histoire en grande partie perdue, en témoignent la prose rimée des kahana (oracles païens) ou encore les Jours des Arabes, les récits des batailles et des guerres.

## La langue arabe auVIesiècle
Dans l'antiquité, la péninsule arabe présente une grande variété linguistique, qui a évolué au fil du temps. Sur ses marges septentrionales sont présentes l'araméen, l'ougaritique, l'hébreu et le phénicien ; sur ses marges méridionales, on trouve les langues sémitiques éthiopiennes. Dans la péninsule-même, on trouve les langues sud-arabiques (sabéen, madhâbien ou minéen, qatabânique et hadramawtique) et nord-arabiques. Les langues nord-arabiques désignent des variétés à la fois très proches entre elles et manifestant une proximité avec l'arabe coranique qui autorise les chercheurs à parler d'arabe.
Les plus anciens témoignages de la langue arabe datent du IIe siècle av. J.-C., mais la langue va évoluer encore longtemps. Du IIIe au VIe siècle, l'arabe ancien se développe et se dote d'un alphabet propre, dérivé du phénicien via la variante nabatéenne (ou, moins probablement, syriaque) de l'alphabet araméen. Dans la tradition classique, les premiers arabes alphabétisés furent le poète Adî Ibn Zayd et son père (seconde moitié du VIe siècle). La langue intègre pendant cette période des centaines de mots araméens, sudarabiques et, dans une moindre mesure, persans, grecs et latins - ceux-ci surtout à travers l'araméen.
Certains critiques contemporains ont prétendu que les Arabes du VIe siècle s'exprimaient couramment dans la langue poétique et qu'il était dès lors facile pour eux de produire des poèmes : il suffisait d'apprendre à rythmer et rimer sa langue quotidienne. Cette idée a été complètement écartée aujourd'hui, et la grande majorité des chercheurs occidentaux et orientaux s'accordent pour dire qu'au VIe siècle, la langue poétique était un dialecte exclusivement littéraire, archaïsant du point de vue de son lexique comme de sa syntaxe. On appelle couramment cette langue littéraire "koinè poétique arabe ».

## La question de l'authenticité des sources
La connaissance que nous pouvons aujourd'hui avoir de la langue et de la littérature préislamiques est indissociable des sources islamiques qui en ont transmis les textes. « Les plus anciens témoignages écrits de poèmes préislamiques [sont] postérieurs de plusieurs siècles à l’époque à laquelle ces derniers sont censés avoir été composés ». La question de l'authenticité de cette littérature a fait l'objet d'une production critique abondante depuis 1864 et les travaux de Theodor Nöldeke. Ces questions ont été popularisées par Ṭāhā Ḥusayn, en 1926.
Le premier siècle de l'Islam a conservé de nombreux exemple de sadj, attribués par les traditions aux prêtres préislamiques. Ils sont, de manière générale, considérés comme « des pastiches plus ou moins réussis ». Pour Blachère, « En effet, ce sont des apocryphes, mais capables d'évoquer des compositions maintenant disparues pour toujours ». La poésie préislamique pose deux problèmes : « d'un côté, l'absence d'une langue arabe écrite et donc l'importance de la transmission orale dans la production poétique ; de l'autre, le regroupement et la transmission de la majeure partie du corpus poétique préislamique par un certain Hammâd al-Râwiya qui, semblait-il, maîtrisait l'art de fabriquer des apocryphes ».
Pour Ghersetti, « La datation précise de leur composition, les variations attestées à l'intérieur d'un même poème, les noms des auteurs, et plus radicalement encore l'authenticité même de ces odes » font partie de ces « problèmes qui resteront peut-être sans réponse irréfragable ». Pour Kouloughli, malgré cela, « il est impossible de mettre en doute la représentativité de l’ensemble du corpus ». Entre authenticité et inauthenticité, certains auteurs considèrent que « la question de l’authenticité de certains poèmes préislamiques ne peut pas être tranchée (il convient en fait, très souvent, de suspendre le jugement) ».

## La poésie préislamique
Des poèmes préislamiques sont connus. Ainsi, l'Hymne de Qâniya, hymne sudarabique  a été découverte au Yémen en 1973. Elle est datée du Ier au IIIe siècle, monorime et peut-être monomètre. Si elle n'est pas « à proprement parler l'ancêtre de la qasida », elle  témoigne en tout cas d'une activité poétique dans la péninsule arabique, trois à cinq siècles avant l'islam. Elle est le premier exemple de poème à vers monorimes.
Nous ne savons rien des étapes empruntées par la poésie arabe avant qu'elle atteigne le niveau d'élaboration qui était le sien au VIe siècle. Nous ne disposons d'aucun poème illustrant les premières étapes de son développement. Les spécimens les plus anciens dont nous disposons (censés remonter aux années 500) présentent déjà cette poésie mûrie et développée, avec ses techniques élaborées des mètres et de la rime, avec ses motifs conventionnels et ses sujets de prédilection, ses styles et ses modèles. Cette maturité technique et artistique dérobe à notre examen « l'enfance et la croissance de cette poésie », pour reprendre l'expression de Chaouki Dayf.
Trois phases dans l'élaboration du corpus de la poésie préislamique peuvent être identifiées : la première est celle de la création et de la transmission orale des poésies, la seconde est celle de l'oralité mixte à l'époque omeyyade (avec épuration des textes, multiplication des apocryphes...) et, enfin, la consignation écrite à l'époque abbasside. Les études considèrent qu'elle date du Ve – VIe siècle. Les grammairiens, philologues et lexicographes des siècles suivants regardèrent en effet la poésie comme l'art littéraire par excellence, et la poésie préislamique comme l'expression la plus authentique du génie linguistique arabe.

### La qasida
Dès le début du développement d'une critique littéraire (au VIIIe siècle), les littérateurs s'intéressent à ceux qu'ils appellent «les premiers poètes arabes ». Le poète semi-légendaire Muhalhil (m. vers 530), oncle maternel d'Imrou'l Qays, est traditionnellement considéré comme l'inventeur de la qasida[source insuffisante]. Son neveu, Imrou'l Qays, évoque dans un de ses vers un certain Ibn Khidhâm (dont nous ne savons rien par ailleurs), qui passe pour le premier à avoir chanté les vestiges du campement abandonné, le thème d'ouverture par excellence de la qasida préislamique. Dans les Mufaddaliyyât, le poète le plus reculé est Murakkish l'Ancien, dont la qasida pourrait avoir été composée dans la première décennie du VIe siècle.
La qasida est théorisée au IXe siècle par Ibn Qoutayba la qasida et les genres qui lui sont associés deviendront le modèle de la poésie classique et l'emblème de l'héritage bédouin dans la littérature arabe. Sa forme classique est celle pré-islamique, ou en tout cas archaïque, des poèmes collectés durant le premier siècle de l'islam, qui leur a peut-être aussi donné leur forme.   

### Les poètes-brigands

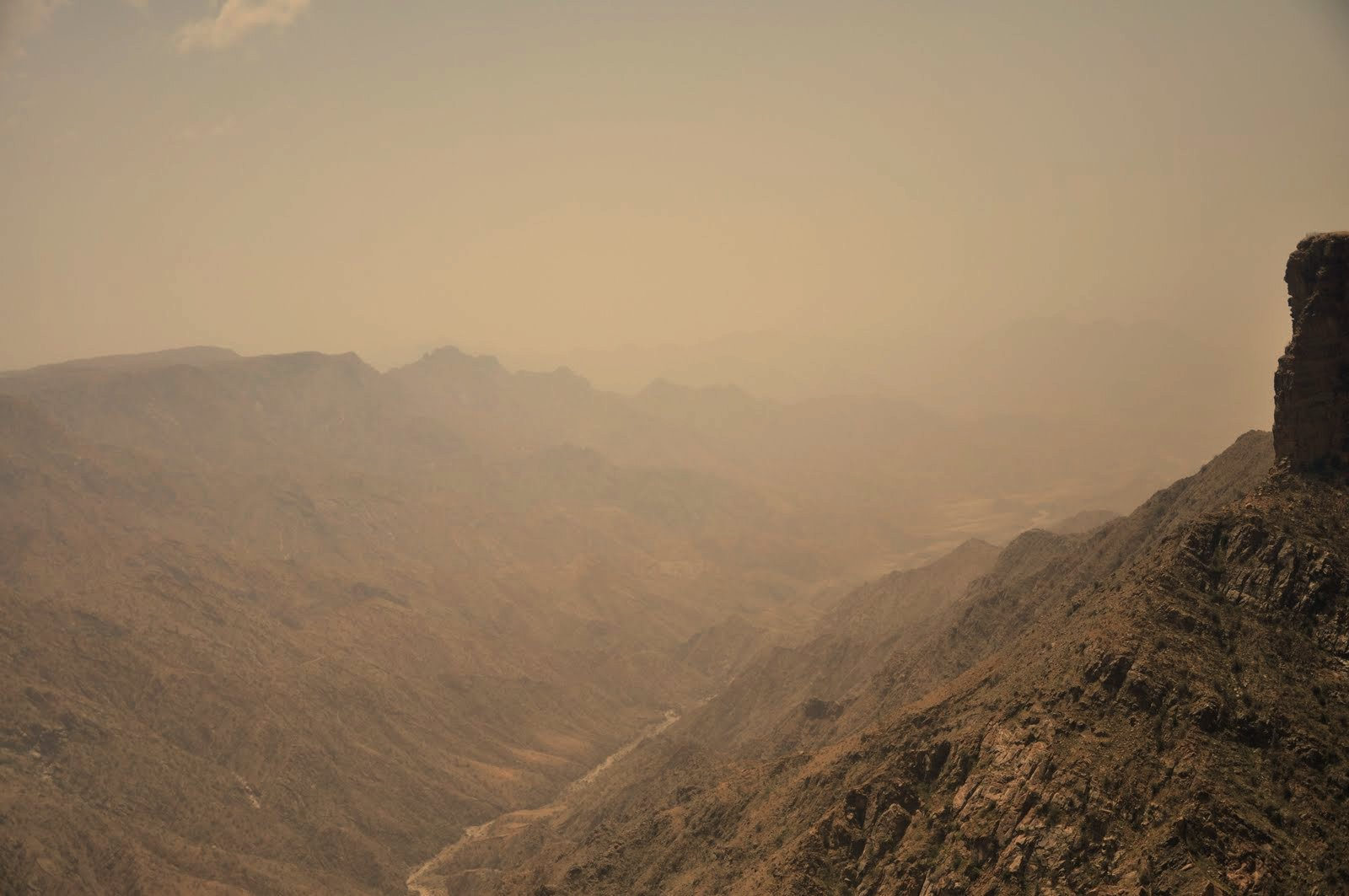
Vue des monts Sarawat depuis la vallée de Habala.

Les sa'âlîk (sing. su'lûk) (arabe : صعلوك ج صعاليك) sont les poètes-brigands célèbres de la période préislamique. Le terme su'lûk, qui voulait dire « pauvre », a été utilisé pour désigner les coupeurs de route et les pillards du désert.
On distingue trois types de sa'âlîk : les bannis, rejetés par leur tribu à cause des nombreux crimes dont ils se sont rendus coupables (tels Hâjiz al-Azdâ, ou Qays Ibn al-Haddâdiyya) ; les enfants d'esclaves éthiopiennes, surnommés les "Corbeaux des Arabes » (arabe : أغربة العرب) , reniés par leurs pères pour l'infamie de leur naissance, (tels Sulayk Ibn al-Sulaka, Ta'abbata Sharran, ou Chanfara) ; enfin, des individus qui n'étaient ni des bannis ni des bâtards d'esclaves, mais qui avaient fait du brigandage leur métier - parfois des tribus entières, comme Hudhayl et Fahm (qui nomadisaient dans les environs de la Mecque et de Yathrib).
Leur poésie, sans doute apocryphe, se distingue par un style caractérisé par l'emploi très rare de la première personne du pluriel (« nous »), - fait exceptionnel dans une période préislamique où le poète est avant tout la voix de sa tribu -, et par la récurrence des thèmes de la faim, de la pauvreté et de la révolte contre les nantis et les pingres. Dans des pièces de fakhr (jactance), les poètes-brigands chantent leurs exploits, narguent la mort et se dépeignent eux-mêmes comme des braves, courageux dans la bataille, d'une endurance exceptionnelle, capables de marcher pendant des jours ou encore de dépasser un cheval à la course. On les surnomme souvent « les Coureurs » (arabe : العدّاؤون), et leur vitesse à la course est devenue proverbiale : on dit par exemple « Untel est plus rapide que Chanfara". De même, Ta'abbata Sharran était surnommé « Le plus rapide des bipèdes ». Ils passent aussi pour d'excellents cavaliers, au point que leurs chevaux sont connus par leurs noms : Sulayk montait Nahhâm, Chanfara avait un cheval nommé Yahmûm et Urwa ibn al-Ward avait Qarmal.
Le poème le plus connu des sa'âlîk est la Lâmiyyat al-'arab (arabe : لامية العرب), "Le poème en lâm des Arabes", de Chanfara. Collectée au VIIIe siècle par les grands transmetteurs de Kûfa, la Lâmiyya fit l'objet de très nombreux commentaires au fil des siècles. Les philologues de Basra mirent en doute son authenticité, mais les études modernes penchent plutôt en sa faveur.

## La prose préislamique

### La prose rimée (Sajʿ)
Le sajʿ (prose rimée) est le style d'un discours en prose rimant par segments. Contrairement à la poésie, les phrases ou les segments de phrases rimant entre elles ne sont pas constituées sur la base de mètres, mais constituent des unités rythmiques de quatre à huit syllabes terminées par une clausule rimée.
D'autre part, le sajʿ se retrouve dans des proverbes, des contes et des fables courtes, des discours, oraisons et missives attribués à des auteurs préislamiques ou des mukhadramîn (ceux qui ont vécu à la fois dans l'Arabie préislamique et pendant la période de l'islam). L'exemple le plus connu est le discours de Qoss Ibn Saeda à Souk Ukaz, qui commence ainsi :

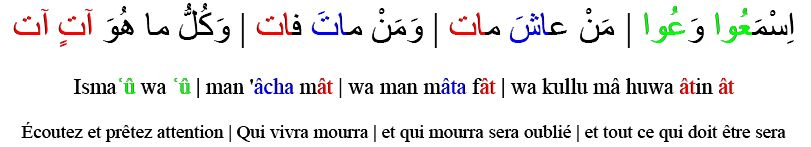
Illustration du principe de la prose rimée (saj') en littérature arabe

Nous avons souligné les différentes rimes en leur associant une couleur et nous avons mis en évidence les unités rythmiques en les séparant par des barres verticales ; nous sommes donc ici en présence de quatre unités rythmiques. À la fin de chaque unité rythmique, l'orateur fait une courte pause (comme s'il y avait une virgule), ce qui lui permet de ne pas prononcer toutes les désinences grammaticales, en vertu de la règle selon laquelle, en arabe classique, on ne prononce pas la désinence grammaticale à la pause. Ainsi, au lieu de dire : "man 'âcha mâta | wa man mâta fâta", l'orateur réalise une pause à la fin de chaque unité rythmique, ce qui lui permet de faire rimer mât et fât (qui devraient sinon se dire mâta et fâta). Dans d'autres cas, l'orateur peut décider de contrevenir à cette règle en prononçant les désinences grammaticales alors même qu'il réalise une pause à la fin de chaque unité rythmique. En l'état actuel de la recherche, on ignore encore les motifs ou les règles qui président à ces choix esthétiques.

### Ayyâm al-ʿArab
Les Ayyâm al-ʿArab, les « Jours des Arabes", sont les récits des guerres et des batailles à l'époque préislamique et au tout début de l'Islam, dont le souvenir est conservé par la transmission orale. Néanmoins, aucun recueil de Ayyâm al-ʿArab ne nous est parvenu au complet. Ceux qu'on trouve aujourd'hui en circulation sont recomposés par les chercheurs à partir des fragments dont nous disposons et d'extraits cités dans les ouvrages classiques et la poésie ancienne. Il y aurait eu plus de mille deux cents « jours », dont soixante-quinze importants.